# Nadja Fajdiga
Nadja Fajdiga, slovenska alpinistka, * 4. junij 1926, Kranj, † 12. november 1989, Ljubljana.
Nadja Fajdiga je bila v šestdesetih letih 20. stoletja najboljša jugoslovanska alpinistka. S soplezalcem Antejem Mahkoto, s katerim je imela tudi hčer, je preplezala prvenstvene smeri v Kanjavcu (Pomladna smer, 1961), Triglavu (Ljubljanska smer, 1962) in Veliki Tičarici (Beli steber, 1965). Bila je tudi prva ženska, ki je preplezala Zajedo Šit (1956), Ašenbrenerjevo smer v Travniku (1956), Veliki zajedi v Cimi Su Alto (1956) v italijanskih Dolomitih, v Zahodno steno Malega Druja (1959), Severno steno Matterhorna (do Rame, 1963) ter Severno steno Aiguille des Grands Charmoz (1962) v francoskih Alpah. Z Mahkoto sta kot prva mešana naveza leta 1956 preplezala severozahodno steno Cima su Alto. V letih 1956 - 64 je bila najuspešnejša plezalka na svetu.
Večkrat je poskušala preplezati tudi severno steno Eigerja ter triglavsko Sfingo, vendar ji to ni nikoli uspelo.